# Izabella Pisarek
Izabella Helena Pisarek (ur. 22 października 1964) – polska agronomka, doktor habilitowana nauk rolniczych, prorektor Uniwersytetu Opolskiego.

## Życiorys
Izabella Pisarek w 1989 uzyskała tytuł magistra chemii w specjalności agrobiochemia w Wyższej Szkole Pedagogicznej w Opolu. Doktoryzowała się na Akademii Rolniczej we Wrocławiu w zakresie agronomii w 1998 na podstawie pracy Wpływ wybranych wskaźników chemicznych gleb na właściwości związków próchnicznych (promotor: Jerzy Drozd). Habilitowała się w 2009 z nauk rolniczych na Uniwersytecie Przyrodniczym w Lublinie na podstawie monografii Wpływ osadu ściekowego na kierunki transformacji związków próchniczych i wybrane elementy żyzności gleby brunatnej wytworzonej z pyłu.
W pracy naukowej specjalizuje się w aktywności biologicznej substancji humusowych ekstrahowanych z gleb o odmiennych właściwościach oraz z nawozów i materiałów organicznych; wpływu substancji humusowych na dynamiczne właściwości błon liposomów; charakterystyce substancji humusowych tworzących się w glebie wzbogaconej obornikiem oraz niekonwencjonalnymi nawozami organicznymi; wpływem nawożenia organicznego na właściwości fizykochemiczne gleb oraz jakość plonów.
Od 1989 związana zawodowo z macierzystą uczelnią. Profesor w Katedrze Ochrony Powierzchni Ziemi Uniwersytet Opolskiego. Od 2016 pełni funkcję prorektorki do spraw kształcenia i studentów.

## Wybrane publikacje
- Wpływ osadu ściekowego na kierunki transformacji związków próchniczych i wybrane elementy żyzności gleby brunatnej wytworzonej z pyłu, Opole: Wydawnictwo Uniwersytetu Opolskiego, 2007.